# Eburodacrys sticticollis
Eburodacrys sticticollis är en skalbaggsart som beskrevs av Bates 1874. Eburodacrys sticticollis ingår i släktet Eburodacrys och familjen långhorningar.
Artens utbredningsområde är:
- Costa Rica.
- Nicaragua.

Inga underarter finns listade i Catalogue of Life.